# Pentapolis (Kyrenaika)
Pentapolis (altgriechisch Πεντάπολις) in der Kyrenaika wird die mehr oder weniger feste Allianz der antiken Städte Kyrene, Ptolemais, Taucheira, Euhesperides und wahlweise Barka oder Apollonia im heutigen Libyen genannt. Barka wurde um 500 v. Chr. von einem persisch-ägyptischen Heer erobert und zerstört, die Bevölkerung auf Befehl des Satrapen Aryandes versklavt. Apollonia war zunächst nur der Hafen von Kyrene und wurde erst später unabhängig. Euhesperides wurde um 275 verlassen und dreißig Jahre später als Berenike neugegründet. Etwa um die gleiche Zeit wurde Taucheira in Arsinoe umbenannt.